# Liste des métropoles d'Iowa
Cet article donne une Liste des métropoles d'Iowa aux États-Unis.
Une région (ou aire) métropolitaine aux États-Unis se définit par une approche fonctionnelle et non comme en Europe par une approche historique. Elle consiste en un noyau de comtés urbanisés auquel sont rattachés d'autres comtés contigus sur des critères basés sur le degré d'intégration économique et social (la région métropolitaine prend le nom de la ou des villes les plus importantes incluses dans ce noyau).
| Rang | Métropole                           | Population 2008 estimé | Aires concernées |
| ---- | ----------------------------------- | ---------------------- | --- |
| 1    | Aire métropolitaine d'Omaha         | 822 549                | voir la composition détaillée dans Nebraska |
| 2    | Aire métropolitaine de Des Moines   | 556 230                | dans l'Iowa : les comtés de Polk, de Dallas, de Warren, de Madison, et de Guthrie                                                                |
| 3    | Davenport-Moline-Rock Island        | 377 626                | dans l'Iowa : le comté de Scott dans l'Illinois : les comtés de Rock Island, de Henry et de Mercer                                               |
| 4    | Aire métropolitaine de Cedar Rapids | 255 452                | dans l'Iowa : les comtés de Linn, de Benton et de Jones                                                                                          |
| 5    | Waterloo-Cedar Falls                | 162 263                | dans l'Iowa : les comtés de Black Hawk, de Bremer et de Grundy                                                                                   |
| 6    | Aire métropolitaine d'Iowa City     | 152 263                | dans l'Iowa : les comtés de Johnson et de Washington                                                                                             |
| 7    | Aire métropolitaine de Sioux City   | 143 474                | dans l'Iowa : les comtés de Woodbury et de Plymouth dans le Nebraska : les comtés de Dakota et de Dixon dans le Dakota du Sud : le comté d'Union |
| 8    | Aire métropolitaine de Dubuque      | 92 384                 | dans l'Iowa : le comté de Dubuque |